# The Lion King (musical)
The Lion King is een musical gebaseerd op de tekenfilm The Lion King uit 1994. De musical is geregisseerd door Julie Taymor, met in de hoofdrollen acteurs (gehuld in dierenkostuums), en grote marionettenpoppen.
De musical ging in 1997 op Broadway in première en kwam in 2004 naar Nederland. Op 4 april was de officiële première in het Fortis Circustheater in Scheveningen. Wereldwijd brachten ruim 80 miljoen mensen (gegeven november 2016) een bezoek aan de musical, waarvan 1,6 miljoen in Nederland. The Lion King speelde in Nederland bijna 2,5 jaar en de show werd ruim 900 keer opgevoerd. In oktober 2016 keerde de musical terug in het Circustheater en was te zien tot 21 juli 2019. Er zijn meer dan 1000 voorstellingen gespeeld.
The Lion King werd in 2005 door het Nederlandse publiek uitgeroepen tot Musical van het jaar tijdens de John Kraaijkamp Musical Awards. Het jaar daarvoor won de musical al drie andere John Kraaijkamp Musical Awards. Ook in 2018 en 2019 werd The Lion King tijdens de Musical Awards door het publiek uitgeroepen tot Musical van het jaar. Over de gehele wereld is de productie inmiddels bekroond met ruim 70 internationale prijzen(gegeven november 2016), waaronder zes Tony Awards.
Het beroemde duo Elton John en Tim Rice verzorgde samen met de Zuid-Afrikaanse componist Lebo M de muziek en liedteksten voor The Lion King, waaronder de hits Can You Feel the Love Tonight, Hakuna Matata en Circle of Life. Vertaalster Martine Bijl tekende voor de vertaling van de dialogen en liedteksten. The Lion King is een coproductie van Walt Disney Theatrical Productions en Joop van den Ende Theaterproducties.

## Het verhaal
Alles in de eindeloze savannen komt luidruchtig tot leven. Tegen een vuurrode ochtendzon verzamelen zich alle dieren uit de wildernis. Een nieuwe dag. Een nieuw leven. Welkom in het rijk van The Lion King! Diep in dit kloppende hart van Afrika ligt het grillige pad naar volwassenheid. Voor een pasgeboren leeuwenwelp is de 'circle of life' zojuist begonnen. Zet alle zintuigen op scherp en beleef een theaterervaring die zijn weerga niet kent.
Op een stralende dag komt Simba ter wereld. Vol trots tonen zijn ouders de leeuwenwelp als troonopvolger van koning Mufasa aan het uitgestrekte dierenrijk. Maar aan de ongestoorde jeugd van Simba komt wreed een eind als zijn oom Scar door dodelijk verraad de macht grijpt. Simba vlucht de donkere jungle in en begint aan een lange reis vol gevaren.
Door een groeiend zelfvertrouwen, nieuwe vrienden en een ontluikende liefde, gloort volwassenheid aan de horizon. Simba besluit om de cirkel te sluiten door op te eisen waar hij recht op heeft: zijn troon!

## Cast op Broadway
| Rol         | Broadway 1997        |
| ----------- | -------------------- |
| Scar        | John Vickery         |
| Rafiki      | Tsidii Le Loka       |
| Mufasa      | Samuel E. Wright     |
| Jonge Simba | Scott Irby-Ranniar   |
| Jonge Nala  | Kajuana Shuford      |
| Simba       | Jason Raize          |
| Nala        | Heather Headley      |
| Timon       | Max Casella          |
| Pumbaa      | Tom Alan Robbins     |
| Zazu        | Geoff Hoyle          |
| Shenzi      | Tracy Nicole Chapman |
| Banzai      | Stanley Wayne Mathis |
| Ed          | Kevin Cahoon         |
| Sarabi      | Gina Breedlove       |

## Cast in Nederland
| Rol              | Circustheater te Scheveningen 2004-2006 | Circustheater te Scheveningen 2016-2019 |
| ---------------- | --- | --- |
| Simba            | Etiënne Poeder, Danny Yanga | Naidjim Severina |
| Understudy       | Clayton Peroti, Robin van den Akker | Nigel Brown, Jonathan Vroege |
| Jonge Simba      | wisselende bezetting waaronder Giovanni Kemper, Jermaine Faber, Lorenzo Kolf, Marnix Lenselink, Maikel Nieuwenhuis | wisselende bezetting |
| Scar             | Hein van der Heijden, Hans Somers | Jorrit Ruijs, Ara Halici |
| Understudy       | Howard van Dodemont, Jerrel Houtsnee, Jeroen Phaff, Joris de Beul, Albert Klein Kranenburg | Jochem Feste Roozemond, Robin van den Akker, Tim Driesen |
| Rafiki           | Nomvula Dlamini | Gugwana Dlamini, Thandazile Soni |
| Understudy       | Gitty Pregers, Nomsa Mahlale | Gitty Pregers, Gabisile Manana, Thandazile Soni, Shirley Hlahatse, Thulile Mkhize |
| Mufasa           | Edwin Jonker, Jeremy Sno | David Gonçalves |
| Understudy       | Jerrel Houtsnee, John Oldenstam | Robin van den Akker, Silencio Pinas, Ruben Thurnim |
| Nala             | Carolina Dijkhuizen | Gaia Aikman |
| Understudy       | Tashka Cijntje, Desi van Kessel, Cindy Belliot | Annefleur van den Berg, Channah Hewitt, Tashka Cijntje, Anne Appelo, Lynn Mancel |
| Jonge Nala       | wisselende bezetting waaronder Gaia Aikman, Stephanie van Eer | wisselende bezetting |
| Timon            | Marc Lauwrys, Danny de Munk | Steve Beirnaert |
| Understudy       | Tijl Dauwe, Eric-Jan Lens, Rob Pelzer, Chris Tanamal, Peter van Hoof | Tim Driesen, Maarten Smeele, Aron Bruisten |
| Pumbaa           | Marcel Jonker | Kobe Van Herwegen, Zjon Smaal, Mike Wauters |
| Understudy       | Howard van Dodemont, Jeroen Phaff, Clayton Peroti, Joris de Beul, Albert Klein Kranenburg | Jochem Feste Roozemond, Tim Driesen, Maarten Smeele, Robin van den Akker |
| Zazu             | Laus Steenbeeke, Rutger Le Poole | Barry Beijer |
| Understudy       | Tijl Dauwe, Chris Tanamal, Eric-Jan Lens, Rob Pelzer | Tim Driesen, Maarten Smeele, Aron Bruisten |
| Banzai           | Jerrel Houtsnee | Juliann Ubbergen, Juneoer Mers |
| Understudy       | Chris Tanamal, Roy Julen | Marlon David Henry, Boudewijn Joannes, Qushannick Thode, Maickel Leijenhorst |
| Shenzi           | Peggy Sandaal | Naomi Sharon Webster, Annefleur van den Berg, Kimberly Nieuwenhuis |
| Understudy       | Gitty Pregers, Karima Lemghari | Charmaine Kloof, Annefleur van den Berg, Rosalina Renfurm, Kimberly Nieuwenhuis, Gitty Pregers |
| Ed               | Mark Fleischmann, Chris Tanamal, Peter van Hoof | Maarten Smeele, Aron Bruisten |
| Understudy       | Tijl Dauwe, Roy Julen, Eric-Jan Lens | Marlon David Henry, Benton Morris, Boudewijn Joannes, Kevin Fullinck |
| Sarabi           | Joanne Telesford | Charmaine Kloof, Anne Appelo |
| Understudy       | Karima Lemghari, Desi van Kessel, Elise Loermans | Channah Hewitt, Pamela Sidhu, Kimberly Nieuwenhuis, Desiree van Kessel, Nombulelo Chili, |
| Ensemble / Swing | Nyassa Alberta, Cindy Belliot, Adalberto Dias Da Silva, Mark Jon a Pin, Roy Julen, Yukiko Kashiki, Eldridge Labinjo, Mamela Nyamza, Yido Osorio, Caroline Dias Pereira, Concita Zandbergen, Mon Désir Banzouzi, Tashka Cijntje, Azola Dlamini, Tamzie Duarte-Agyeman, Desi van Kessel, Gerlinde Vliegenthart, Karima Lemghari, Silindile Lukozi, Nomsa Mahlale, Andile Mahlangu, Mondli Makhubo, Muzi Mhkize, Sithembiso Mtshali, Sibusiso Ngema, Clayton Peroti, Gitty Pregers, Arvin Quirante, Danny Yanga, Robin van den Akker, Tabi Awan, Reinaldo Borges Dos Santos, Jeane Guimaraes, Nasrine Hasnaoui, Latoya Laijan, Joilson Lima Da Silva, Elise Loermans, Chris Tanamal, Ian Yuri Gardner, Mduduzi Madela, Sakhumzi Mbele, Sarah Singadji, Lindiwe Mkhize, Harvey Sizwe Nkabinde, Nosipho Nkonqa, Yandiswa Quwo, Naomi Reingoud, Vanderson Souza Dos Santos, Yido Osorio, Marcel Rocha | Anne Appelo, Robin van den Akker, Khanyisani Beato, Annefleur van den Berg, Nigel Brown, Randy Chien, Nombulelo Chili, Tashka Cijntje, Esmee Cornet, Pearl Delchot, Christine Dos Santos, Guilherme Duarte, Maïté Dugenetay, Willians Ferreira, Kevin Fullinck, Nombuso Gcabashe, Rafaël Gouveia, Shirley Hlahatse, Marlon David Henry, Channah Hewitt, Mark Hindle, Isabel Hoiting, Kelsey Holley, Boudewijn Joannes, Desiree van Kessel, Charmaine Kloof, Maickel Leijenhorst, Marnix Lenselink, Milang Lie Meeuw Lew, Sifiso Lupuzi, Harold Luya, Mvakalisi Madotyeni, Astou Malva Guyere, Julien Marie-Anne, Baddy Mohapi, Gabisile Manana, Lynn Mancel, Iamnia Montalvo Hernandez, Fernando Morales, Thulile Mkhize, Benton Morris, Sakhile Mthembu, Anna Ella Neocel Dutreich, Lindile Ngcobo, Kimberly Nieuwenhuis, Simone Nocerino, Cindy Okkers, Aya Zoe Pattisina, Silencio Pinas, Gitty Pregers, Joella Ramos, Tamara Reijnders, Rosalina Renfurm, Jaime Lee Rodney, Fernanda Santana, Sacha Setubun, Pamela Sidhu, Thandazile Soni, Dillan Suttle, Sherry Tay, Qushannick Thode, Ruben Thurnim, Pascal Topige, Gilberdan Verissimo, Jonathan Vroege |

## Soundtrack
Nederlandse album van 2004
1. Alles ademt en leeft / Nants' Ingonyama - (E. John, T. Rice / H. Zimmer, Lebo M) - 4:49
2. Lied van de Savanne - (Lebo M) - 2:37
3. Het nieuws van de dag* - (E. John, T. Rice) - 2:44
4. Jacht van de Leeuwinnen - (E. John, T. Rice, Lebo M) - 2:19
5. Dan ben ik de baas van het land - (E. John, T. Rice) - 3:04
6. Kauwauw** - (E. John, T. Rice) - 3:18
7. Zij leven voort - (M. Mancina, J. Rifkin, Lebo M) - 3:25
8. Sta Paraat - (E. John, T. Rice) - 4:32
9. Op hol geslagen - (Lebo M) - 2:33
10. Rafiki rouwt - (T. le Loka) - 2:15
11. Hakuna Matata - (E. John, T. Rice) - 3:13
12. One by one - (Lebo M) - 2:09
13. De waanzin van Koning Scar - (E. John, T. Rice) - 4:45
14. Arm land - (Lebo M, H. Zimmer, M. Mancina) - 4:25
15. Lang is de Nacht - (Lebo M, H. Zimmer, J. Rifkin, J. Taymor) - 4:45
16. Voel je hoe de liefde groeit - (E. John, T. Rice) - 5:08
17. Hij leeft in jou - (M. Mancina, J. Rifkin, Lebo M) - 4:20
18. Simba tegenover Scar - (Lebo M) - 2:32
19. Koning van de hoge rots / Alles ademt en leeft (Reprise) - (H. Zimmer, Lebo M / E. John, T. Rice) - 3:41

Nederlandse album van 2016
1. Alles ademt en leeft / Nants' Ingonyama - (E. John, T. Rice / H. Zimmer, Lebo M) - 4:49
2. Lied van de Savanne - (Lebo M) - 2:37
3. Jacht van de Leeuwinnen - (E. John, T. Rice, Lebo M) - 2:19
4. Dan ben ik de baas van het land - (E. John, T. Rice) - 3:04
5. Vreet Op** - (E. John, T. Rice) - 3:18
6. Zij leven voort - (M. Mancina, J. Rifkin, Lebo M) - 3:25
7. Sta Paraat - (E. John, T. Rice) - 4:32
8. Op hol geslagen - (Lebo M) - 2:33
9. Rafiki rouwt - (T. le Loka) - 2:15
10. Hakuna Matata - (E. John, T. Rice) - 3:13
11. One by one - (Lebo M) - 2:09
12. De waanzin van Koning Scar - (E. John, T. Rice) - 4:45
13. Arm land - (Lebo M, H. Zimmer, M. Mancina) - 4:25
14. Lang is de Nacht - (Lebo M, H. Zimmer, J. Rifkin, J. Taymor) - 4:45
15. Voel je hoe de liefde groeit - (E. John, T. Rice) - 5:08
16. Hij leeft in jou - (M. Mancina, J. Rifkin, Lebo M) - 4:20
17. Simba tegenover Scar - (Lebo M) - 2:32
18. Koning van de hoge rots / Alles ademt en leeft (Reprise) - (H. Zimmer, Lebo M / E. John, T. Rice) - 3:41

## Discografie
| Album met eventuele hitnotering(en) in de Nederlandse Album Top 100 | Datum van verschijnen | Datum van binnenkomst | Hoogste positie | Aantal weken | Opmerkingen                |
| ------------------------------------------------------------------- | --------------------- | --------------------- | --------------- | ------------ | -------------------------- |
| The Lion King                                                       | 2004                  | 12-06-2004            | 4               | 66           | Het Nederlandse Cast Album |